# Aquí no hay quien viva
Aquí no hay quien viva è una serie televisiva spagnola di genere comico, trasmessa su Antenna 3 dal 7 settembre 2003 al 6 luglio 2006. La trama ruota attorno alla vita di una singolare comunità di vicini che abitano al numero 21 di via Desengaño: tre piani, due appartamenti per piano, un attico, una portineria e un locale adiacente. L’ideatore originale della serie non è noto, ma la creazione è di Iñaki Ariztimuño e Alberto Cavaliere, nipote di José Luis Moreno, produttore esecutivo della serie. Lo show è considerato una serie di culto.
La critica attribuisce il motivo del suo successo alla sua natura corale, in cui diversi personaggi condividono il ruolo di protagonisti in modo equilibrato, e alla qualità dei suoi copioni, particolarmente curati. La colonna sonora, che ha contribuito a definire lo stile e la personalità della serie, è stata composta e interpretata a cappella dal gruppo Vocal Factory, oggi sciolto.
Trasmesse per cinque stagioni in prima serata su Antena 3, le puntate si sono concluse definitivamente nel luglio 2006, dopo un totale di 90 episodi. Aquí no hay quien viva è considerata una delle serie di maggior successo della televisione spagnola, raggiungendo picchi di oltre il 40% di share e diventando la serie più vista degli anni 2000 in Spagna.
Dall'aprile 2007, Telecinco trasmette La que se avecina, un adattamento che vede coinvolti molti attori, sceneggiatori, produttori e tecnici di Aquí no hay quien viva.
Dopo la fine della trasmissione su Antena 3, gli episodi sono stati replicati con ottimi risultati di ascolto prima su Neox (dal 2006 al 2016) e successivamente su Atreseries (dal 2016). Le repliche della serie su Atreseries competono con quelle di La que se avecina, trasmesse su Factoría de Ficción. La serie ha inoltre ottenuto un grande successo sulle piattaforme di streaming Prime Video, Max e Netflix.

## Storia
Fu presentata il 5 settembre 2003 e tre giorni dopo iniziò la trasmissione. Nonostante le basse aspettative iniziali e la scarsa promozione, la serie divenne rapidamente la più seguita del canale. Grazie al passaparola del pubblico, il suo successo crebbe progressivamente, portandola a diventare un fenomeno in Spagna per cinque stagioni e a ricevere numerosi premi e nomination. Inizialmente, la prima stagione prevedeva quattordici episodi, ma, a seguito dell’aumento degli ascolti, fu estesa a diciassette.
La serie si concluse dopo che Mediaset España acquistò il 15% della casa di produzione Miramón Mendi per 11 milioni di euro, in seguito emerse che l'operazione era in corso da tempo, poiché José Luis Moreno aveva già manifestato l'intenzione di lasciare Antena 3. Nonostante i tentativi di prolungare la serie, Antena 3 non poté riprenderne la produzione, poiché non ne deteneva i diritti. Di conseguenza, Telecinco diede vita alla sua serie sequel, inizialmente intitolata provvisoriamente Atocha 20 e poi lanciata con il nome definitivo La que se avecina. La nuova serie, ancora oggi in onda, mantenne gran parte del cast di Aquí no hay quien viva e lo stesso team tecnico. Alcuni interpretarono questa operazione come una "mossa sleale" da parte della rete di Fuencarral, volta a impedire alla concorrente di mantenere il primato negli ascolti.

## Trama
La serie racconta la vita di una singolare comunità di vicini residenti al numero 21 di via Desengaño, in un edificio del XIX secolo situato nel centro di Madrid. Il palazzo è composto da tre piani con un totale di sei appartamenti, una portineria, un attico adibito a ripostiglio e un locale adiacente.

## Cronologia

### Protagonisti
Colore:      = Principali (Protagonisti)
Colore:      = Ricorrenti
Colore:      = Apparizioni speciali/Cameo
| María Adánez            | María Lucía Álvarez Muñoz "La Pija"     | 17 | 14 | 33 | 13 | -  | 77 |
| Adrià Collado           | Fernando Navarro Sánchez                | 17 | 3  | 10 | 14 | 12 | 56 |
| Gemma Cuervo            | Vicenta Benito Valbuena                 | 17 | 14 | 33 | 14 | 13 | 91 |
| José Luis Gil           | Juan Cuesta                             | 17 | 14 | 33 | 14 | 13 | 91 |
| Daniel Guzmán           | Roberto Alonso Castillo                 | 17 | 13 | 32 | 12 | -  | 74 |
| Loles León              | Paloma Hurtado                          | 17 | 13 | -  | 1  | 1  | 32 |
| Luis Merlo              | Mauricio Hidalgo Torres                 | 17 | 14 | 33 | 14 | 13 | 91 |
| Laura Pamplona          | Alicia Sanz Peña                        | 17 | 14 | 15 | -  | -  | 46 |
| Fernando Tejero         | Emilio Delgado Martínez                 | 17 | 14 | 33 | 14 | 13 | 91 |
| Emma Penella            | Concepción «Concha» de la Fuente García | 17 | 14 | 33 | 14 | 13 | 91 |
| Malena Alterio          | Belén López Vázquez                     | 17 | 14 | 33 | 14 | 13 | 91 |
| Joseba Apaolaza         | Armando Rubio de la Fuente              | 17 | -  | -  | -  | -  | 17 |
| Mariví Bilbao           | Marisa Benito Valbuena                  | 17 | 14 | 31 | 13 | 13 | 88 |
| Cook                    | Valentín                                | 17 | 13 | 32 | 14 | 13 | 89 |
| Sofía Nieto             | Natalia Cuesta Hurtado                  | 17 | 13 | 33 | 14 | 13 | 90 |
| Eduardo García Martínez | José Miguel «Josemi» Cuesta Hurtado     | 17 | 13 | 29 | 12 | 13 | 84 |
| Daniel Ballesteros      | Daniel Rubio                            | 7  | -  | -  | -  | -  | 7  |
| Elisa Drabben           | Rebeca Rubio                            | 5  | -  | -  | -  | -  | 5  |
| Guillermo Ortega        | Paco                                    | 17 | 13 | 33 | 14 | 13 | 90 |
| Isabel Ordaz            | Isabel «la Hierbas» Ruiz García         | -  | 14 | 33 | 14 | 13 | 74 |
| Santiago Ramos          | Andrés Guerra                           | -  | 14 | 33 | 9  | -  | 56 |
| Elio González           | Pablo Guerra Ruiz                       | -  | 13 | 30 | 14 | 13 | 70 |
| Juan Díaz               | Álex Guerra Ruiz                        | -  | 13 | 29 | -  | -  | 42 |
| Eduardo Gómez           | Mariano Delgado                         | 8  | 14 | 33 | 14 | 13 | 82 |
| Eva Isanta              | Beatriz Villarejo                       | -  | 10 | 33 | 14 | 13 | 70 |
| Carmen Balagué          | Nieves Cuesta "La Chunga"               | -  | -  | 28 | 1  | 1  | 30 |
| Diego Martín            | Carlos de Haro Cabanillas               | 6  | 2  | 32 | 13 | -  | 53 |
| Roberto San Martín      | Yago Castro                             | -  | -  | -  | 14 | 13 | 27 |
| Beatriz Carvajal        | María Jesús Vázquez "La Torrijas"       | -  | -  | 1  | 10 | 13 | 24 |
| Vanesa Romero           | Ana "Inga"                              | -  | -  | 4  | 13 | 13 | 30 |
| Junior Junior           | Jesús "Martín"                          | -  | -  | 4  | 13 | 13 | 30 |
| Mariano Alameda         | Diego Álvarez Muñoz                     | -  | -  | 20 | -  | 20 |    |
| Carla Pérez             | Arantxa Velázquez                       | -  | -  | 5  | -  | -  | 5  |
| Marta Belenguer         | Alba                                    | -  | -  | 12 | -  | -  | 12 |
| María Almudéver         | Rosa Izquierdo                          | -  | -  | 10 | -  | -  | 10 |
| Llum Barrera            | Carmen Villanueva                       | -  | -  | 17 | 14 | -  | 31 |
| Nacho Guerreros         | José María                              | -  | -  | -  | -  | 13 | 13 |
| Ricardo Arroyo          | Higinio Heredia                         | -  | 1  | -  | 5  | 13 | 19 |

### Secondari
Colore:      = Ricorrenti
Colore:      = Apparizioni speciali/Cameo
| Jaime Ordóñez      | Uomo che parla molto velocemente  | 3 | -  | 4  | 3  | 1  | 11 |
| Juan Alberto López | Poliziotto 1                      | 5 | 1  | 5  | 1  | 3  | 15 |
| Julio Vélez        | Poliziotto 2                      | 5 | 1  | 6  | 1  | 4  | 17 |
| Nicolás Dueñas     | Rafael Álvarez                    | 3 | -  | 9  | 3  | 13 | 28 |
| Manuel Millán      | Padre Miguel                      | 1 | 2  | 8  | 3  | 7  | 21 |
| Vicenta Ndongo     | Rocío                             | - | 12 | -  | -  | -  | 12 |
| María Luisa Merlo  | Leonor Torres                     | - | 1  | -  | 1  | 5  | 7  |
| Ricardo Arroyo     | Higinio Heredia                   | - | 1  | -  | 5  | 13 | 19 |
| Mariano Alameda    | Diego Álvarez Muñoz               | - | -  | 20 | -  | 20 |    |
| Carla Pérez        | Arantxa Velázquez                 | - | -  | 5  | -  | -  | 5  |
| Marta Belenguer    | Alba                              | - | -  | 12 | -  | -  | 12 |
| María Almudéver    | Rosa Izquierdo                    | - | -  | 10 | -  | -  | 10 |
| Llum Barrera       | Carmen Villanueva                 | - | -  | 17 | 14 | -  | 31 |
| Fermí Herrero      | Gregorio                          | - | -  | 8  | 1  | -  | 9  |
| Assumpta Serna     | Marta Puig Llorenç "La Pantumaca" | - | -  | -  | 8  | 5  | 13 |
| Álex Angulo        | Pedro Peñafiel                    | - | -  | -  | 5  | -  | 5  |
| Emma Ozores        | Mamen García                      | - | -  | -  | -  | 12 | 12 |
| Nacho Guerreros    | José María                        | - | -  | -  | -  | 13 | 13 |
| Denise Maestre     | Candela Heredia García            | - | -  | -  | -  | 11 | 12 |
| Elena Lombao       | Raquel García                     | - | -  | -  | -  | 12 | 12 |
| Pablo Chiapella    | Alfonso «Moncho» Heredia García   | - | -  | -  | -  | 8  | 8  |
| Joan Domínguez     | Maggiordomo (Moisés Domínguez)    | - | -  | -  | -  | 8  | 8  |

## Produzione
La serie è stata prodotta da Miramón Mendi, con José Luis Moreno nel ruolo di produttore esecutivo, per Antena 3, rete che deteneva i diritti della produzione e registrò diversi marchi e slogan associati alla serie, garantendosi il diritto di replicarne gli episodi senza limiti. Il progetto nacque nel 1998 grazie ad Alberto Caballero e Iñaki Ariztimuño, che si erano conosciuti lavorando al programma di varietà Mira quién viene esta noche. Dissero di concepire l'idea di una serie ambientata in un condominio osservando le dinamiche di una comunità di vicini e il successo del film La comunità (2000) confermò loro che il concept aveva un forte potenziale. La serie divenne così la prima produzione televisiva di Miramón Mendi. Gli ideatori, appassionati delle sitcom americane di mezz’ora, pensarono a un formato che raddoppiasse sia il numero di personaggi che la durata degli episodi, mantenendo però un ritmo rapido e dinamico. Dopo cinque anni di ricerca di una rete disposta a trasmettere la serie, il progetto venne finalmente accettato da José Ángel Rodero, allora direttore dei Contenuti di Antena 3. Rodero, durante un volo per Buenos Aires, lesse il copione fornitogli dalla casa di produzione e, divertito, decise di scommettere sulla serie.
I primi personaggi concepiti per la serie furono una coppia di pettegole e una coppia omosessuale. Tuttavia, inizialmente la rete manifestò alcune riserve, in particolare riguardo al personaggio di Mauri, ritenuto troppo stereotipato. Dopo l’uscita di scena di Adrià Collado, venne introdotto il personaggio di Bea, una donna lesbica con cui Mauri ebbe un figlio. La sua introduzione rispondeva all'intento degli autori di rappresentare nella comunità il maggior numero possibile di modelli familiari. Allo stesso modo, con l'approvazione della Legge sull'Identità di Genere, fu inserito il personaggio di Raquel Heredia, una donna transgender. Gli ideatori Ariztimuño e Alberto Caballero hanno riconosciuto alcune influenze stilistiche nella serie: il personaggio di Concha ricorda George e Mildred, il tono irriverente si ispira a Sposati... con figli, i personaggi di Marisa e Vicenta evocano Cuori senza età, mentre la struttura dei dialoghi si rifà a Frasier.
IIñaki Ariztimuño, per scrivere il copione, condusse un’approfondita ricerca consultando amministratori di condominio, studi legali e supplementi immobiliari dei giornali, oltre ad ascoltare le esperienze di convivenza dei suoi amici. Anche alcuni attori del cast, tra cui Fernando Tejero, Loles León e Laura Pamplona, che vivevano in comunità condominiali, contribuirono al realismo della serie raccontando aneddoti personali, spesso fonte di ispirazione per nuovi episodi. Molti dei professionisti con cui Ariztimuño entrò in contatto confermarono che la serie rifletteva fedelmente la realtà quotidiana della vita nei condomini.
Le riprese iniziarono nel giugno del 2003 in un capannone industriale di 2.000 metri quadrati, situato in calle de Luna, nella zona industriale San Millán di Moraleja d'Enmedio, nel sud della comunità autonoma di Madrid. Per un certo periodo, lo spazio fu condiviso con la serie A tortas con la vida, che venne citata in un episodio di Aquí no hay quien viva, in cui due dei suoi personaggi principali, chirurghi plastici, affittavano un appartamento nell’edificio. Uno degli eventi più noti legati alla produzione fu un incendio che distrusse un quarto del capannone, dove venivano conservati i costumi della serie. Oltre alle riprese in studio, diversi episodi furono girati in esterni, in location come Terra Mítica, Gran Hotel Bali, Hotel Zouk e varie zone di Lanzarote.

## Tematica della serie
Il copione di Aquí no hay quien viva si basa su diverse linee narrative, solitamente quattro. Una di queste sviluppa la trama principale, che si conclude all’interno dello stesso episodio, mentre le altre introducono sottotrame che si sviluppano nel corso della serie. Oltre alla trama principale, vi sono: la trama secondaria, che inizia in un episodio e si sviluppa nei successivi; la sottotrama, che deriva da episodi precedenti e può concludersi o proseguire nella puntata. La serie era destinata a un pubblico familiare e seguiva una struttura ben definita: prologo – introduce la trama principale, quattro atti – sviluppano le diverse linee narrative, epilogo – conclude la trama principale. Il tema centrale della serie è la rappresentazione della vita quotidiana attraverso una comunità di vicini eterogenea, nella quale si riflettono situazioni comuni della realtà. Tra i personaggi vi sono un progressista benestante, una giovane alle prese con problemi quotidiani, pensionate, persone LGBT, un ragazzo spontaneo e membri dell’alta società.

## Episodi
Nonostante un debutto con ascolti modesti, la serie crebbe progressivamente in popolarità, aumentando il pubblico settimana dopo settimana, fino a superare i 7 milioni di spettatori e raggiungere oltre il 40% di share. Divenne una delle serie più seguite nella storia della televisione spagnola, seconda solo a Médico de familia e Farmacia de guardia. L'episodio più visto, «Érase un famoso», registrò un’audience di 8.300.000 spettatori con un 43,1% di share. Durante i suoi tre anni di trasmissione, la serie fu spesso il programma più visto della giornata, arrivando a superare i 10 milioni di telespettatori in Spagna. Inoltre, fu la serie più seguita della televisione spagnola nel 2005 e 2006, dominando con le stagioni 3, 4 e 5.
Dal 14 d'aprile di 2004 fino il 29 di giugno di 2006, a eccezione di giorni puntuali, la serie era riscontrata alla serie più forte del canale rivale, Los Serrano. Nel 2004, Los Serrano superò la serie di Antena 3 con una media di quasi un milione di spettatori in più, diventando la fiction più vista dell’anno. Tuttavia, con il tempo, Aquí no hay quien viva riuscì a colmare il divario e finì per superare Los Serrano di quasi 10 punti di share. Il creatore della serie, Alberto Caballero, criticò aspramente questa competizione, definendola indegna per gli spettatori e un comportamento assurdo da parte di Telecinco. L'idea della controprogrammazione portò a una multa di 350.000 euro per Telecinco, equivalente al costo di produzione di un episodio, sanzione approvata da diversi organi di comunicazione. Il successo della serie si rifletté anche a livello economico: gli spot pubblicitari di 20 secondi durante la trasmissione arrivarono a costare 16.000 euro, rendendoli i più cari della rete in quel periodo.
| Stagione | Stagione | Episodi | Inizio           | Fine             | Audience media | Audience media | Audience media |
| Stagione | Stagione | Episodi | Inizio           | Fine             | Spettatori     | Share          |                |
| -------- | -------- | ------- | ---------------- | ---------------- | -------------- | -------------- | -------------- |
|          | 1        | 17      | 7 settembre 2003 | 31 dicembre 2003 | 5 087 000      | 30,6 %         |                |
|          | 2        | 14      | 24 marzo 2004    | 1 luglio 2004    | 5 895 000      | 31,7 %         |                |
|          | 3        | 33      | 6 ottobre 2004   | 29 giugno 2005   | 6 908 000      | 37,2 %         |                |
|          | 4        | 14      | 9 novembre 2005  | 22 febbraio 2006 | 6 189 000      | 34,8 %         |                |
|          | 5        | 13      | 6 aprile 2006    | 6 luglio 2006    | 4 997 000      | 30,5 %         |                |
| Totale   | Totale   | 91      | 7 settembre 2003 | 6 luglio 2006    | 6 030 000      | 33,8 %         |                |

## Trasmissione internazionale

### Doppiaggi e sottotitoli
| Paese         | Titolo                | Inizio         | Fine             | TV                      | TV                      | TV                      | TV                      | TV                      | TV                      | TV                      | TV                      | TV                      | TV                      |
| ------------- | --------------------- | -------------- | ---------------- | ----------------------- | ----------------------- | ----------------------- | ----------------------- | ----------------------- | ----------------------- | ----------------------- | ----------------------- | ----------------------- | ----------------------- |
| Doppiata      |                       |                |                  |                         |                         |                         |                         |                         |                         |                         |                         |                         |                         |
| Bulgaria      | Щурите съседи         | 19 luglio 2010 | 28 ottobre 2010  | bTV, bTV Comedy e Diema | bTV, bTV Comedy e Diema | bTV, bTV Comedy e Diema | bTV, bTV Comedy e Diema | bTV, bTV Comedy e Diema | bTV, bTV Comedy e Diema | bTV, bTV Comedy e Diema | bTV, bTV Comedy e Diema | bTV, bTV Comedy e Diema | bTV, bTV Comedy e Diema |
| Finlandia     | Naapureina Madridissa | 10 giugno 2011 | 7 settembre 2011 | Yle TV1                 | Yle TV1                 | Yle TV1                 | Yle TV1                 | Yle TV1                 | Yle TV1                 | Yle TV1                 | Yle TV1                 | Yle TV1                 | Yle TV1                 |
| Sottotitolata |                       |                |                  |                         |                         |                         |                         |                         |                         |                         |                         |                         |                         |
| Serbia        | Моје драге комшије    | 2009           | 2009             | ТВ Б92                  | ТВ Б92                  | ТВ Б92                  | ТВ Б92                  | ТВ Б92                  | ТВ Б92                  | ТВ Б92                  | ТВ Б92                  | ТВ Б92                  | ТВ Б92                  |

### Adattamenti
| Paese      | Titolo                  | Stagioni | Episodi |
| ---------- | ----------------------- | -------- | ------- |
| Argentina  | Aquí no hay quien viva  | 1        | 39      |
| Francia    | Faites comme chez vous! | 1        | 24      |
| Cile       | Aquí no hay quien viva  | 1        | –       |
| Colombia   | Aquí no hay quien viva  | 1        | 99      |
| Portogallo | Aqui não há quem viva   | 2        | 52      |
| Grecia     | Η Πολυκατοικία          | 3        | 132     |
| Messico    | Vecinos                 | 15       | 236     |

## Riconoscimenti
- Un premio Ondas.
- Un Micrófono de Oro.
- Cinque premi Iris e 8 nomination.
- Due Fotogramas de Plata e 3 nomination.
- Quattro TP d'Oro e 5 nomination.
- Nove premi dell'Unión de Actores y Actrices e 6 nomination.
- 1 nomination ai premi Zapping.[32][33]

## Critica
La serie è stata molto apprezzata sia dal pubblico che dalla critica. Il giornalista e sceneggiatore Pedro Gómez dichiarò: «Aquí no hay quien viva è nata con grande forza ed è stato un esempio di come lasciare spazio alla creatività e all'intuizione personale dei suoi membri, ma ha iniziato a mostrare segni di stanchezza». Anche il creatore della serie, Alberto Caballero, confermò questa visione, ammettendo che: «Gli ultimi tredici episodi sono stati di troppo, perché eravamo tutti davvero esausti». L’enorme supporto del pubblico si manifestò attraverso diversi riconoscimenti, tra cui: 5ª miglior serie di fiction e 2ª miglior serie comica nei 20 anni di Antena 3, la colonna sonora, votata come 3ª miglior sigla della rete, ottime valutazioni su siti specializzati come IMDb e FilmAffinity, con un punteggio superiore a 6/10. Anche la critica ne riconobbe il valore, inserendola nella lista del Grupo Joly tra i 100 migliori programmi televisivi spagnoli. Tuttavia, alcuni critici considerarono il suo umorismo “datato” o troppo grossolano. La serie fu inoltre molto sostenuta dalla comunità LGBT, vincendo 3 premi e ricevendo 9 nomination ai premi Gayo, dedicati a cinema e televisione con tematiche omosessuali. Tuttavia, la Asociación Española de Transexuales criticò il modo in cui venivano rappresentate le persone transgender, ritenendo che si ricorresse a battute volgari per ottenere una risata facile. La serie divenne una delle serie di riferimento della televisione spagnola.

### Polemiche
La FEDACE (Federación Española de Daño Cerebral) manifestò la sua indignazione per il trattamento frivolo e irrispettoso del coma nell'episodio «Érase un despertar»: «Vi assicuro che siamo rimasti assolutamente sconvolti dalle scene. La ridicolizzazione di situazioni che coinvolgono una persona in una circostanza così dolorosa e traumatica ci sembra una mancanza di considerazione e di rispetto, che merita una protesta energica nei confronti sia del responsabile della trasmissione che di coloro che hanno ideato tale copione». In risposta a questa critica, la produttrice dichiarò: «Si tratta di una serie di fiction, e nessuna delle situazioni rappresentate è reale. L’intento è quello di fare umorismo senza ferire la sensibilità di nessuno. Non è nelle intenzioni degli sceneggiatori offendere nessuno».
D'altra parte, l'episodio «Érase una luna de miel» fu criticato dall'associazione ultraconservatrice HazteOir.org per una frase pronunciata da uno dei personaggi: «Volete andare alla manifestazione convocata dai gay davanti ai preti? Vedrete che emozione», L'associazione chiese alla rete Antena 3 di concedere uno spazio in prime time agli organizzatori della manifestazione contro i matrimoni omosessuali.
D'altro canto, Antonio Dorado presentò una denuncia legale per plagio contro José Luis Moreno, sostenendo che la serie fosse una copia di un progetto intitolato La portera, che l'autore aveva inviato a diverse reti televisive e case di produzione, dopo averlo annunciato sul quotidiano El País. Sebbene il progetto avesse una trama relativamente simile a quella della serie, il giudice archiviò il caso quando José Luis Moreno presentò un documento di registrazione della proprietà intellettuale che attestava l'autenticità del suo prodotto. Tuttavia, il giudice riaprì il caso quando Antonio Dorado presentò un certificato che contraddiceva il documento fornito dalla Miramón Mendi.
Un altro tema criticato durante la serie è stato il maltrattamento subito dalla produzione da parte di Antena 3, nonostante avessero annunciato che dalla terza stagione sarebbero stati più flessibili per evitare che numerosi attori lasciassero la serie. Secondo le dichiarazioni di Fernando Tejero: «C'erano solo due sceneggiatori, non ce la facevano a tenere il passo, e questa è una situazione in cui ci si morde la coda: se lo sceneggiatore non arriva in tempo a scrivere la sceneggiatura, l'attore non ha il tempo di studiarla... Per fortuna il nostro team tecnico e artistico era come una grande famiglia. Aquí no hay quien viva è morta per maltrattamento». Anche Elio González criticò il duro lavoro, rivelando che arrivarono a lavorare fino a 21 ore al giorno, aggiungendo che in Telecinco sarebbero stati trattati meglio. Inoltre, si diffuse una falsa voce riguardo la partenza di Loles Leone, secondo cui avrebbe lasciato la serie per motivi economici. Tuttavia, la vera causa della sua uscita fu il lavoro estenuante e il poco tempo che gli attori avevano per imparare le battute. A ciò si aggiunse il suo malcontento per l'uso di una controfigura in alcune scene del primo episodio della quarta stagione, in cui vennero utilizzati sample della sua voce registrata in episodi precedenti.

## Prodotti derivati della serie

### Canzone
Il tema principale che ha contribuito in gran parte a creare la personalità e lo stile della serie è stato composto dal già scomparso gruppo musicale Vocal Factory, che lo interpretava a cappella. In alcune occasioni, il gruppo realizzava anche interludi musicali in alcuni episodi, con testi che facevano riferimento alla tematica del capitolo in questione. Questi interludi utilizzavano diversi stili musicali, aggiungendo così un tocco unico e caratteristico alla serie.

### Libro
Nel 2005 venne messo in vendita il libro Un poquito de por favor: manual para sobrevivir en una comunidad de vecinos. In questo libro, Emilio (uno dei personaggi della serie) fornisce consigli pratici su come sopravvivere in una comunità di vicini. Inoltre, il volume include commenti degli attori che interpretano i personaggi della serie. Attualmente, il libro è esaurito e consiste di circa 200 pagine.

### DVD
La serie è stata lanciata in formato DVD, distribuita da Vale Films, ma attualmente è fuori catalogo. La contabilizzazione dei DVD segue un criterio diverso rispetto a quello delle stagioni della serie. Ogni DVD contiene due episodi con audio Dolby Digital 2.0. La serie ha ottenuto vendite superiori al milione di unità. Il primo volume è uscito nell'ottobre 2004, includendo i primi sedici episodi. Il secondo volume è stato lanciato nel novembre 2004, con i quattordici episodi successivi. Il terzo volume è uscito nel settembre 2005 e includeva i diciotto episodi successivi. Il quarto volume è stato pubblicato nel dicembre 2005, con altri diciotto episodi, il quinto volume è stato rilasciato nel dicembre 2006, con altri quattordici episodi, infine, il sesto e ultimo volume è stato lanciato in dicembre 2007, con i quattordici episodi finali.

## Altre produzioni

### Adattamenti nazionali
La que se avecina è una serie televisiva prodotta da Alba Adriática (filiale della casa di produzione Miramón Mendi) tra il 2007 e il 2010, e successivamente da Contubernio Films dal 2013, per Telecinco, che la trasmette dal aprile 2007. Inizialmente, la serie ha visto il ritorno della maggior parte degli attori di Aquí no hay quien viva, come Malena Alterio, Ricardo Arroyo, Adrià Collado, Mariví Bilbao, Gemma Cuervo, Beatriz Carvajal, Guillermo Ortega, Roberto San Martín, Isabel Ordaz, Emma Penella, Elio González, Sofía Nieto, Pablo Chiapella, Eva Isanta, José Luis Gil, Eduardo García, Eduardo Gómez, Nacho Guerreros e Vanesa Romero. Nelle stagioni successive, si sono uniti anche Fernando Tejero, María Adánez, Loles León, Luis Merlo, Carmen Balagué, Laura Pamplona e Juan Díaz, che ha fatto un cameo.
Antena 3 ha presentato il 25 maggio 2007 al Tribunale Mercantile una causa per plagio contro Telecinco, quando erano stati trasmessi solo tre episodi di La que se avecina. Il processo è iniziato il 18 giugno e finito il 28 dello stesso mese, sono state annullate le misure cautelari richieste da Antena 3 a favore di Telecinco, poiché sono state trovate differenze tra la versione originale di Antena 3 e quella di Telecinco, principalmente nel ruolo del portiere in ciascuna serie. Tuttavia, Antena 3 ha continuato la causa, che si è conclusa nel 2015 a favore di Telecinco.
Nel dicembre del 2010, la rete acquisì il controllo assoluto dell'adattamento, assumendo gli attori e pagando i debiti della casa di produzione, escludendo così José Luis Moreno dal progetto.
Entrambe le serie trovano attualmente in onda nei canali della TDT, Factoría di Finzione e Atreseries, dal lunedì a domenica a tarda notte.

### In altri paesi
La serie originale è stata trasmessa in Cile nel 2005 dal canale Chilevisión, in Serbia a partire dall'autunno del 2009 dal canale RTV B92 con il titolo Моје драге комшије; in Finlandia a partire dal 25 maggio 2010 dal canale YLE TV1 con il titolo Naapureina Madridissa; in Bulgaria a partire dal 19 luglio 2010 dal canale bTV con il titolo Щурите съседи e in Bosnia ed Erzegovina per il canale NTV Hayat con il titolo Moje drage komšije.  In Cile, dopo la trasmissione della serie originale, lo stesso canale che l'aveva trasmessa ha preparato un adattamento nel 2009 insieme alla casa di produzione Ross; è stata registrata la prima stagione che è stata trasmessa l'8 dicembre 2009.
In Argentina, il canale televisivo Telefe acquistò i diritti della serie per adattarla e produrre la stessa con attori locali. La versione argentina debuttò nel gennaio 2008 con buoni risultati di ascolto, ma nel corso della serie, a causa della diminuzione degli ascolti, ebbe una conclusione brusca il 29 agosto 2008.
In Portogallo, il canale SIC adattò la serie per il pubblico lusitano con il titolo Aqui não há quem viva, prodotta da Europroducciones. Questo adattamento iniziò nel 2006. Il 6 gennaio 2008 iniziò la trasmissione della seconda stagione, che si concluse il 13 luglio 2008, segnando la fine della serie. La serie ebbe un buon successo, raggiungendo una quota di ascolti del 30%. Ricevette anche il premio Arcoíris, conferito dall'associazione ILGA del paese.
In Colombia, il canale RCN acquistò i diritti per fare un adattamento locale, che iniziò ad essere trasmesso il 25 agosto 2008. A causa delle critiche per l'orario, la serie venne spostata prima del telegiornale delle 22:30, ottenendo così record di ascolti. Furono registrati 100 episodi per la prima stagione, che si concluse il 27 febbraio 2009. Il cambiamento dell'orario fu dovuto al fatto che alcuni membri del congresso ritennero inappropriato trasmettere la serie in un orario adatto alle famiglie.
Altre adattamenti sono stati realizzati in Francia, dove la rete M6 trasmise la sua versione con il titolo Faites comme chez vous!. Nel 2005, in Messico, la serie è stata intitolata Vecinos, che pur non essendo uguale e non avendo i diritti della serie originale, ha come primo episodio il titolo Vecinos.
In Grecia, è stata trasmessa a partire dall'autunno del 2008 dal canale Mega Channel con il titolo  Η Πολυκατοικία. C'è stato anche un tentativo fallito in Italia, dove la compagnia televisiva Mediaset acquistò i diritti per realizzare la versione italiana della serie, che avrebbe dovuto intitolarsi Qui non si può vivere, Il motivo per cui il progetto non andò avanti fu che impediva al personaggio di Marisa di bere e fumare. La serie è stata anche venduta a Panama, Uruguay, Paraguay e Perù per realizzare adattamenti nazionali.